# クラシミール・バラコフ
クラシミール・バラコフ（Красимир Балъков, 1966年3月29日 - ）は、ブルガリア出身の元サッカー選手、サッカー指導者。

## クラブ経歴
地元のFKエタル・ヴェリコ・タルノヴォを経て、1990年にポルトガルのスポルティングCPに移籍。スポルティングでは1994-95シーズンにポルトガルカップで優勝した。
1995-96シーズンにドイツのVfBシュトゥットガルトへ移籍。1996-97シーズンにはドイツカップで優勝し、リーグ戦も4位という成績で終えた。この時の2トップのエウベル、フレディ・ボビッチ、トップ下のバラコフから成る攻撃陣は「マジック・トライアングル (magischen Dreiecks)」と呼ばれた。1997-98シーズンにUEFAカップウィナーズカップで準優勝、2002-03シーズンのリーグ戦ではUEFAチャンピオンズリーグ出場圏内の2位へと導き、同シーズンで現役を引退した。

## 代表経歴
ブルガリア代表としては1988年11月2日に行われた1990 FIFAワールドカップ・ヨーロッパ予選のデンマーク代表戦でデビュー。
FIFAワールドカップに2度 (1994・1998年) 、UEFA欧州選手権に1度 (1996年) 出場。中でも1994年ワールドカップアメリカ大会ではフリスト・ストイチコフやエミル・コスタディノフといった前線の攻撃陣を巧みに操ると共に、「マラソンマン」と呼ばれた同じMFのヨルダン・レチコフと共に豊富な運動量で守備でも活躍を見せ、チームの準決勝進出に貢献した。
その後、2003年4月30日に行われた国際親善試合のアルバニア代表戦までプレーし、通算92試合に出場して15得点を挙げた。

## 引退後
引退後はシュトゥットガルトのアシスタントコーチ、オーバーリーガ（4部）のVFCプラウエンの選手兼監督を経て、2006年1月からスイスのグラスホッパーズで監督としてのキャリアをスタートさせた。
クロアチアのハイドゥク・スプリトの監督を経て、2012年3月、1.FCカイザースラウテルンの監督に就任した。当時のカイザースラウテルンは降格争いの渦中にあり、ブンデスリーガ2部への降格が決まると、同年5月に解任された。
2018年1月、エタル・ヴェリコ・タルノヴォの監督に就任した。

## 代表歴

### 出場大会
- ブルガリア代表
  - 1994 FIFAワールドカップ
  - 1998 FIFAワールドカップ

### 試合数
- 国際Aマッチ 92試合 15得点（1988年-2003年）[9]

| ブルガリア代表 | 国際Aマッチ | 国際Aマッチ |
| 年             | 出場        | 得点        |
| -------------- | ----------- | ----------- |
| 1988           | 2           | 0           |
| 1989           | 7           | 0           |
| 1990           | 5           | 0           |
| 1991           | 5           | 0           |
| 1992           | 6           | 3           |
| 1993           | 6           | 0           |
| 1994           | 12          | 2           |
| 1995           | 7           | 2           |
| 1996           | 9           | 3           |
| 1997           | 4           | 1           |
| 1998           | 6           | 0           |
| 1999           | 0           | 0           |
| 2000           | 6           | 0           |
| 2001           | 8           | 2           |
| 2002           | 6           | 2           |
| 2003           | 3           | 0           |
| 通算           | 92          | 15          |

## タイトル

### 選手時代
エタル・ヴェリコ・タルノヴォ
- ブルガリアプロサッカーリーグ：1回（1990-91）

スポルティング・クルーベ・デ・ポルトゥガル
- タッサ・デ・ポルトガル：1回（1994-95）

VfBシュトゥットガルト
- DFBポカール：1回（1996-97）
- UEFAインタートトカップ：2回（2000、2002）

個人
- FIFAワールドカップオールスターチーム：1回（1994）
- ブルガリア年間最優秀サッカー選手：2回（1995、1997）
- キッカー誌ブンデスリーガベストイレブン：3回（1995-96、1996-97、1997-98）
- FIFAイレブン：1回（1996）